# Волынщина-Полуектово
Волынщино, или Волынщина — имение князя В. М. Долгорукова-Крымского у села Волынщино (Полуектово), ныне в Рузском районе Московской области, где в 1770-е гг. был возведён один из самых значительных на западе Подмосковья ансамблей раннего, екатерининского классицизма. До Октябрьской революции усадьба Волынщина-Полуектово служила загородной резиденцией «крымской» ветви Долгоруковых, а усадебная церковь — их родовой усыпальницей.

## История
В 1743 году князь Долгоруков, будущий московский губернатор, получил Волынщино в качестве приданого за своей женой Анастасией Васильевной, одной из наследниц древнего рода Волынских. Двойное название усадьбы объясняется тем, что некогда им владел внук воеводы Боброка — боярин Полуэкт Волынский, павший в бою с татарами под Белёвом в 1436 г. В конце XVII века здесь стоял деревянный господский двор. 

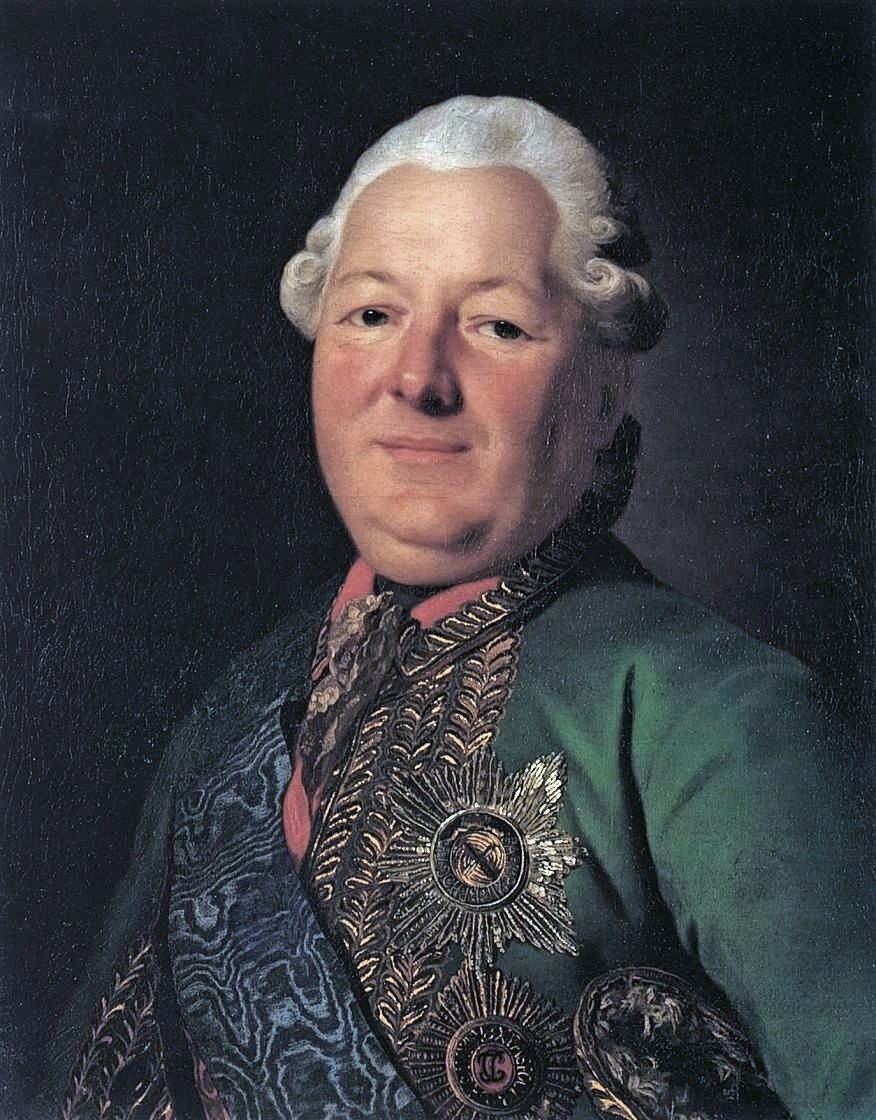
Портрет В. М. Долгорукова-Крымского из усадьбы Волынщина (ныне в ГТГ)

Долгоруков-Крымский обустраивал Волынщино в качестве своей основной резиденции одновременно с работами во второй усадьбе, расположенной ближе к первопрестольной, — Губайлове. Во время Отечественной войны Полуэктово разорили французские фуражиры. Будущий декабрист А. П. Беляев вспоминал о пребывании у князя В. В. Долгорукова и у его жены, выросшей в близлежащем имении Никольское-Гагарино, осенью 1813 года:
Мы поселились в доме, занимаемом управляющим, потому что большой господский дом был разорён. В нём стоял какой-то маршал, а может быть, сам Наполеон, как рассказывали тогда. Возле дома была вековая тенистая роща, где мы с княгиней и сестрой гуляли каждый день. Огромные деревья этой рощи служили постоянным жилищем бесчисленному множеству грачей, оглашавших воздух своим неумолкаемым карканьем. До реки был довольно крутой спуск на дно оврага. Когда наступили морозы, спуск этот поливали для нашего катанья на санках. В катанье участвовали я, сестра, горничные девушки и мальчики. Князь часто уезжал в Рузу; у него была тройка лихих донцев и он всегда по реке все 12 вёрст скакал во весь дух.
Потомки князя Василия Михайловича унаследовали привязанность к рузскому краю. Его правнук Дмитрий Николаевич (1827—1910) перевёз в Волынщино своё собрание портретов и других произведений искусства. Сын его Павел в начале XX века служил уездным предводителем дворянства, а жена Наталья Владимировна создала рядом школу для крестьянских детей, в городе же Руза открыла женское училище. На святки она приезжала в поместье и раздавала детям подарки. В те же годы к старому дому была сбоку пристроена деревянная лестница. В 1927 г. последний владелец усадьбы тайно приехал из эмиграции в СССР, где был задержан и расстрелян.
В советское время усадьба подверглась разорению, не раз меняла владельцев. Военные трофеи генерал-аншефа и разные диковинки были увезены в Рузский краеведческий музей. В настоящее время используется как база Федерации тяжёлой атлетики. Флигели приспособлены для проживания спортсменов, здание дворца пустует. Вход на территорию поместья ограничен, вокруг поставлен забор с олимпийскими кольцами.

## Описание

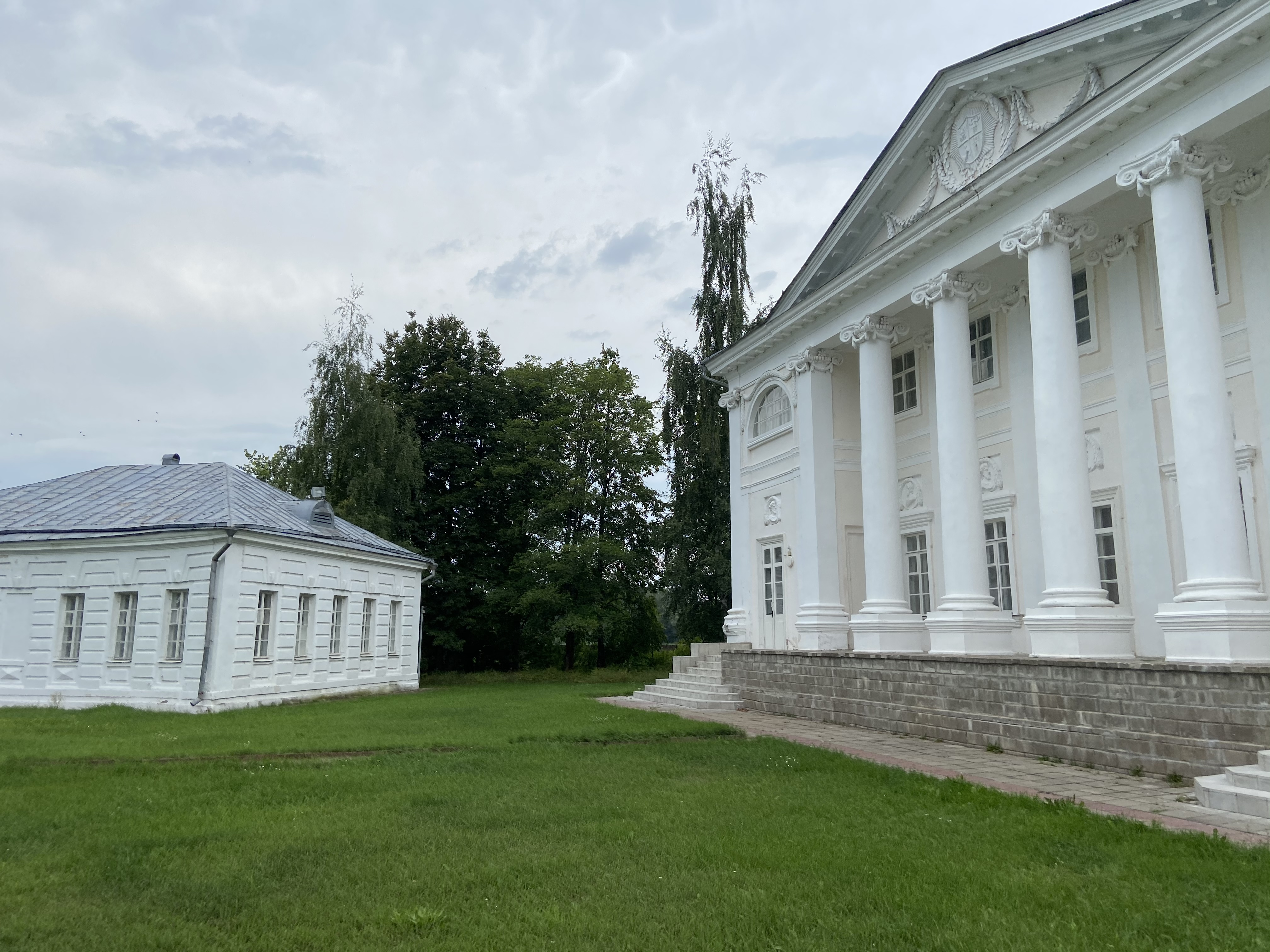

По периметру круглого в плане курдонёра (парадного двора) высятся небольшой дворец князей Долгоруковых и четыре скромных одноэтажных флигеля сегментообразного вогнутого плана. Это очень редкое для русских усадеб планировочное решение напоминает о таких памятниках барокко, как Амалиенборг. Въезд на двор и начало ведущей к нему аллеи оформлены парными белокаменными обелисками, грани которых обшиты листовым железом. Прямо за господским домом начинался партер, покато спускавшийся к излучине реки Озерны. В 1960-е годы эта часть парка с «зелёным кабинетом» и беседкой была затоплена водами Озернинского водохранилища.

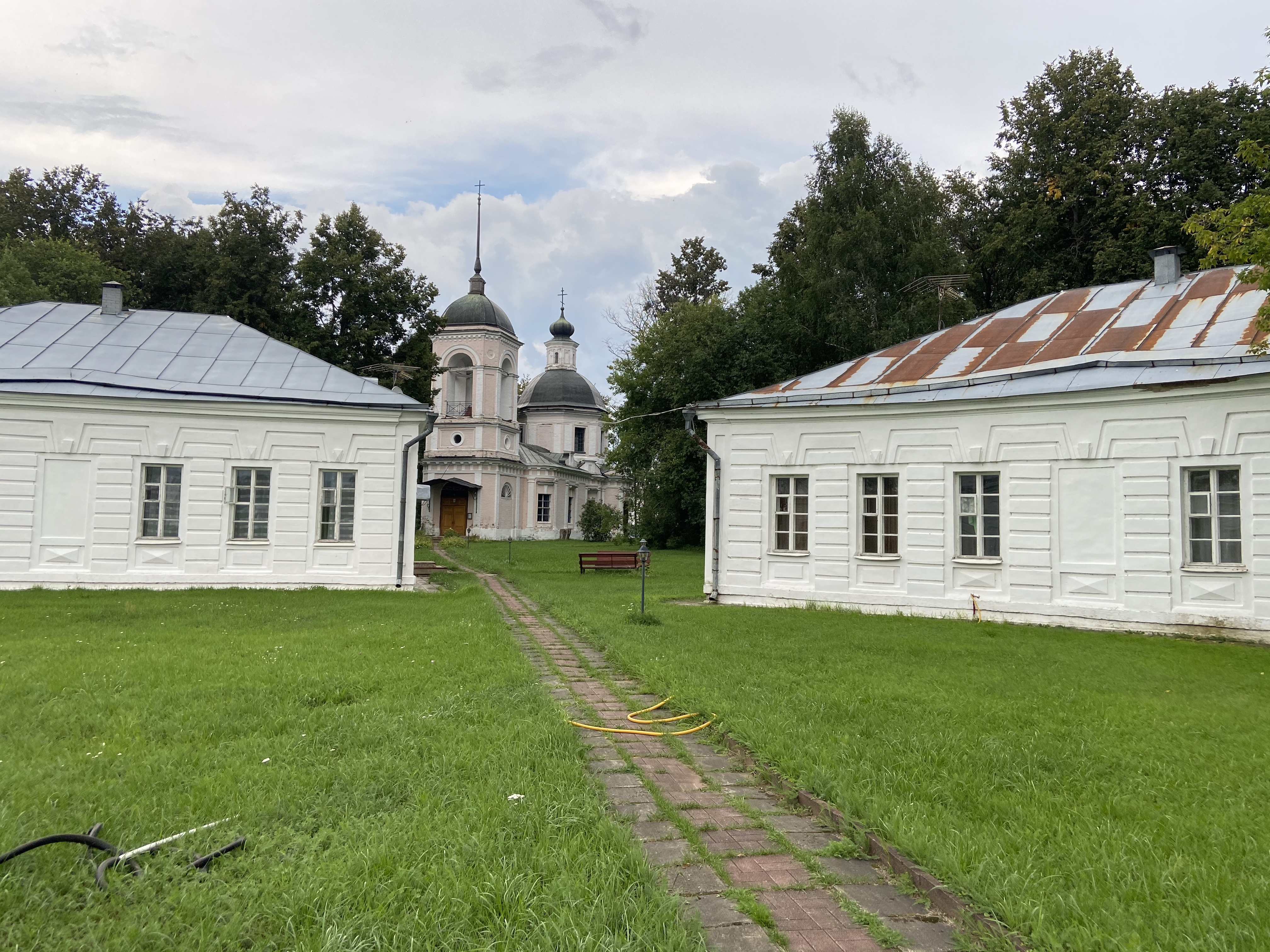
Вид на Церковь Трёх Святителей

Главный дом с 6-колонным ионическим портиком, стоящий с недавнего времени почти на самом берегу водохранилища, имеет два этажа, из которых нижний считался парадным, а верхний — жилым. Планировка обоих этажей анфиладная. Главный фасад оформлен ризалитом (лоджией) с лепными гирляндами и барельефными профилями древних греков на овальных дисках. Интерьеры сохранились плохо: в парадном зале — карниз с «сухариками», на откосах — дубовые панели резной работы. Фундаменты дворца страдают от влажности и регулярного подтопления водохранилищем.

## Усадебная церковь
Ярусная усадебная церковь в парке построена одновременно с главным домом и освящена во имя Трёх Святителей. В 1782 г. в новоосвящённом храме состоялось торжественное захоронение праха генерал-аншефа Долгорукова-Крымского. В начале XIX века рядом с героем покорения Крыма были похоронены его вдова и дети. Восьмилепестковым основанием, центрической планировкой, обилием белокаменных деталей церковь напоминает постройки петровского времени. В 1843 г. к храму были пристроены трапезная и колокольня.
За советские годы интерьер храма утрачен. Богато украшенные могилы князей Долгоруковых уничтожены. В 1990-е после ремонта храм был передан в ведение Заиконоспасского монастыря в Китай-городе. Службы проводятся по субботам, воскресеньям и православным праздникам.

## Список объектов культурного наследия народов России, расположенных в границах имения
| Наименование объекта | Категория историко-культурного значения                                                                                          | Примечания                                                     |
| -------------------- | --- | -------------------------------------------------------------- |
| Усадьба Волынщино    | Объект культурного наследия народов РФ федерального значения. Рег. № 501420858960006 (ЕГРОКН). Объект № 5010413000 (БД Викигида) | архитектурный ансамбль, памятник градостроительства XVIII века |
| Главное здание       | Объект культурного наследия народов РФ федерального значения. Рег. № 501410858960016 (ЕГРОКН). Объект № 5010413000 (БД Викигида) | вторая половина XVIII, XIX век                                 |
| Церковь              | Объект культурного наследия народов РФ федерального значения. Рег. № 501410858960066 (ЕГРОКН). Объект № 5010413000 (БД Викигида) | 1770-е годы                                                    |
| Флигель № 1          | Объект культурного наследия народов РФ федерального значения. Рег. № 501410858960026 (ЕГРОКН). Объект № 5010413000 (БД Викигида) | памятник градостроительства и архитектуры                      |
| Флигель № 2          | Объект культурного наследия народов РФ федерального значения. Рег. № 501410858960036 (ЕГРОКН). Объект № 5010413000 (БД Викигида) | вторая половина 1770-х годов                                   |
| Флигель № 3          | Объект культурного наследия народов РФ федерального значения. Рег. № 501410858960046 (ЕГРОКН). Объект № 5010413000 (БД Викигида) | вторая половина 1770-х годов                                   |
| Флигель № 5          | Объект культурного наследия народов РФ федерального значения. Рег. № 501410858960056 (ЕГРОКН). Объект № 5010413000 (БД Викигида) | 1779-е годы                                                    |